# Steve Suissa
Steve Suissa (Parigi, 7 dicembre 1970) è un attore, regista e sceneggiatore francese, attivo nel cinema e nel teatro.

## Filmografia

### Attore

#### Cinema
- Nouvelle vague, regia di Jean-Luc Godard (1990)

- La Tribu, regia di Yves Boisset (1991)
- Nove mesi (Neuf mois), regia di Patrick Braoudé (1994)
- Nous sommes tous des anges, regia di Simon Lelouch - cortometraggio (1996)
- Amour & confusions, regia di Patrick Braoudé (1997)
- Clueur, regia di Nicolas Bazz - cortometraggio (1997)
- Serial Lover, regia di James Huth (1998)
- Ronin, regia di John Frankenheimer (1998)
- Une employée modèle, regia di Jacques Otmezguine (2002)
- Comme si de rien n'était, regia di Pierre-Olivier Mornas (2003)
- Le Bison (et sa voisine Dorine), regia di Isabelle Nanty (2003)
- Trois couples en quête d'orages, regia di Jacques Otmezguine (2005)
- Zooloo, regia di Nicolas Bazz - cortometraggio (2005)
- Edy, regia di Stéphan Guérin-Tillié (2005)
- Un uomo e il suo cane (Un homme et son chien), regia di Francis Huster (2008)
- In solitario (En solitaire), regia di Christophe Offenstein (2013)
- Victor Young Perez, regia di Jacques Ouaniche (2013)
- Rendez-vous chez les Malawas, regia di James Huth (2019)

#### Televisione
- Les Cordier, juge et flic - serie TV, episodio 2x2 (1994)
- Van Loc: un grand flic de Marseille - serie TV, 1 episodio (1994)
- L'affaire Dreyfus - film TV (1995)
- Commandant Nerval - serie TV, 1 episodio (1996)
- Navarro - serie TV, episodi 9x3 e 10x3 (1997-1998)
- Vertiges - serie TV, 1 episodio (2002)
- Blague à part - serie TV, episodio 3x14 (2003)
- De soie et de cendre - film TV (2003)
- Enquêtes réservées - serie TV, episodio 2x2 (2010)

### Regista

#### Cinema
- L'Envol (2000) - anche attore
- Elle pleure pas - cortometraggio (2001)
- L'amour dangereux (2003)
- Le Grand rôle (2004) - anche attore
- Cavalcade (2005) - anche attore
- Mensch (2009) - anche attore

#### Televisione
- Vertiges – serie TV, 1 episodio (2002)
- Trop plein d'amour – film TV (2003)

### Sceneggiatore
- L'envol, regia di Steve Suissa (2000)
- Elle pleure pas - cortometraggio, regia di Steve Suissa (2001)
- Trop plein d'amour - film TV (2003)
- Le grand rôle, regia di Steve Suissa (2004)
- Cavalcade, regia di Steve Suissa (2005)
- Mensch, regia di Steve Suissa (2009)

### Produttore
- L'envol, regia di Steve Suissa (2000)
- Comme si de rien n'était, regia di Pierre-Olivier Mornas (2003)